# RPD
Az RPD (oroszul: Ручной Пулемёт Дегтярёва / Rucsnoj Pulemjot Gyegtyarjova) Vaszilij Gyegtyarjov által tervezett 7,62 mm-es golyószóró. GRAU-kódja: 56–Р–327.

## Története
Gyegtyarjov a fegyver első prototípusát 1943-ban készítette el, a végleges változat 1944-ben jelent meg, a Vörös Hadseregben az 1950-es évek elején rendszeresítették. Az 1960-as évek elejéig maradt a Szovjet Hadsereg alapvető sorozatlövő fegyvere, ekkor váltotta le a Kalasnyikov által tervezett RPK golyószóró. Hazánkban a Magyar Néphadsereg is rendszeresítette és az 1960-as évek közepén váltotta le az RPK-t. Az RPD-t az 1956-os forradalom idején a DP golyószóró mellett a fegyveres felkelő csoportok előszeretettel alkalmazták.
A fegyvert számos, a keleti blokkhoz tartozó országba exportálták, emellett licenc alapján is gyártották. A Kínai Népköztársaságban módosított változatát „56-os típusú golyószóró” néven gyártották, és a Délkelet-Ázsiai térségbe, főleg Vietnámba, de még Srí Lankába is exportálták. Az RPD-t és kínai másolatát a vietnámi háború alatt széles körben alkalmazta a Vietkong és a Vietnámi Néphadsereg. Napjainkban a szovjet és kínai változatok ismét megjelentek a gerilla szervezetek fegyverarzenáljaiban, emellett részt vesznek a Srí Lanka-i polgárháborúban, mind a Srí Lanka-i Hadsereg, mind a lázadó Tamil Tigrisek oldalán.

## Műszaki jellemzői
Az RPD golyószóró gázelvezetéses, teljesen automata fegyver. A lőporgázok elvezetését a cső alatt található gázdugattyú és gázszabályzó segíti. Az előző Gyegtyarjov fegyverekhez hasonlóan ez a típus is egyszerű, robusztus zárral rendelkezik, reteszelési rendszere a DP golyószóróhoz hasonló.
A fegyver irányzéka 1000 méterig van kalibrálva, 800 méteren belül képes megsemmisíteni nyílt területen elhelyezkedő élőerőt, 500 méterig pedig repülőgépek, gyengén vagy nem páncélozott harcjárművek és ejtőernyősök ellen is bevethető. A pontosság növelése érdekében a fegyvercső alá kétlábú állvány került, emellett a váll megtámasztására a tusa végén kihajtható kar is található.
A vietnámi háború alatt a kommunista erők lőszerellátását megkönnyítette, hogy az RPD, RPK, AK–47 gépkarabély és az SZKSZ öntöltő karabély is a 7,62 × 39 mm-es (43M) típusú köztes lőszert használta. A 100 db lőszert fémheveder fogadja be, a heveder egy dob alakú rakaszban van elhelyezve, amelyet a fegyver aljára lehet felerősíteni. A szállíthatóság érdekében minden rakasz oldalán behajtható fogantyú található, de a rakaszokat inkább külön erre a célra használt tölténytáskákban tárolják.

## Változatok
Az RPD golyószórón megjelenése után folyamatosan fejlesztéseket végeztek, ennek eredményeképpen a fegyvernek ötféle változata létezik, amelyek csak kismértékben térnek el egymástól.
- Az RPD első változatának nyílt célgömbje volt, amelynek a jobb oldalán lévő kis karral lehetett beállítani az oldalszél korrekcióját.
- A második változatot is nyílt célgömbbel rendelkezett, de az oldalszél korrigálására szolgáló beállítókar a bal oldalra került.
- A harmadik változat már zárt célgömbbel rendelkezett.
- A negyedik változat a harmadik változat továbbfejlesztése, a fegyver hosszabb gázelvezető csövet kapott, a tusa pedig párnázott kialakítású. Ez a változat RPDM (M – modernizált) néven ismert.
- Az ötödik változat hasonlít a negyedik változathoz, az összeszerelhető tisztítóvessző a tusában kapott helyet.

Az RPD-t néhány országban licenc alapján is gyártották:
- „56-os típus” – Kínában készült másolat, a harmadik változat alapján.
- „56-1-es típus – Kínában készült másolat, az ötödik változatra hasonlít.
- „68-as típus” – Észak-Koreában készített másolat.
- Egyiptom még napjainkban is gyárt RPD másolatokat saját és export célokra is.

## Külső hivatkozások
- RPD golyószóró (magyar nyelvű)
- Modern Firearms – RPD (angol nyelvű)